# Edmond Spapen
Edmond Spapen (né à une date inconnue et mort à une date inconnue) est un lutteur sportif belge.

## Biographie
Edmond Spapen obtient une médaille d'argent olympique, en 1928 à Amsterdam en poids coqs.

## Palmarès

### Jeux olympiques
- Jeux olympiques d'été de 1928 à Amsterdam
  -  Médaille d'argent en -56 kg